# Curvularia bothriochloae
Curvularia bothriochloae är en svampart som beskrevs av Sivan., Alcorn & R.G. Shivas 2003. Curvularia bothriochloae ingår i släktet Curvularia och familjen Pleosporaceae.   Inga underarter finns listade i Catalogue of Life.